# Fleer (Unternehmen)

Logo der Marke Fleer

Das US-amerikanische Unternehmen Fleer war ein Hersteller von Süßwaren, vornehmlich Kaugummi, und Sammelkarten.

## Geschichte
1849 gründete der Deutsche Otto Holstein in Philadelphia eine Fabrik zur Herstellung von Geschmacksstoffen. In den 1880ern trat Frank H. Fleer in die Firma ein und übernahm die Leitung; um 1885 begann die Produktion von Kaugummi. 1928 wurde bei Fleer Chewing Gum Company in Philadelphia eine elastische Kaumasse komponiert, die die Bildung großer Kaugummiblasen ermöglichte. Diese Eigenschaft verhalf dem neuen Produkt unter dem Markennamen Dubble Bubble schnell zur weltweiten Verbreitung. In Deutschland wurde Dubble Bubble von der Firma Süport in Viernheim importiert und vertrieben.
Ab 1923 stellte Fleer auch Sammelkarten her. Besonders populär waren die Sportsammelkarten aus den Bereichen Baseball, Football, Basketball und Eishockey. Zeitweise galt Fleer als einer der drei größten Sammelkartenhersteller.
Im Jahr 2005 erklärte das Unternehmen seine Insolvenz. Die Namensrechte wurden im Juli desselben Jahres für 6,1 Millionen Dollar von Upper Deck erworben.